# Русакова, Виктория Дмитриевна
Викто́рия Дми́триевна Руса́кова (в 2010—2015 — Чаплина; р. 23 октября 1988, Свердловск) — российская волейболистка, чемпионка Европы 2013 года, мастер спорта международного класса.

## Биография
Родилась в Свердловске в спортивной семье. Отец увлекался баскетболом, играл в хоккей, а мама — Лидия Русакова (Шестерикова) — была гандболисткой.
Заниматься волейболом начала в родном городе в знаменитой СДЮСШОР «Уралочка». Первый тренер — Игорь Владимирович Казаков. В 2004 в 16-летнем возрасте дебютировала в составе команды «Аэрофлот-Уралтрансбанк» (фарм-клуб «Уралочки») в чемпионате России (высшая лига «А»).
Со следующего года выступает уже в основном составе «Уралочки». В своём дебютном сезоне в суперлиге спортсменка провела 23 игры. С 2009 неизменно является игроком стартового состава «Уралочки»-НТМК.
В 2005 спортсменка выступала за юниорскую сборную России (возраст игроков до 18 лет) и в её составе стала серебряным призёром чемпионатов Европы и мира среди девушек.
30 июня 2009 года в Екатеринбурге дебютировала в составе национальной сборной России в розыгрыше Кубка Ельцина в матче против Азербайджана.
В 2010 вышла замуж за баскетболиста екатеринбургского «Урала» Виталия Чаплина и сменила фамилию. В 2012 окончила Уральский государственный экономический университет.
В 2011 году во второй раз приняла участие во Всемирной Универсиаде в составе студенческой сборной России (впервые в 2007) и стала бронзовым призёром турнира.
В 2012 году волейболистка вновь была включена в расширенную заявку национальной команды, но дебют Виктории в официальных соревнованиях на уровне сборных состоялся только в следующем году 2 августа в бразильском Кампинасе в стартовом матче Гран-при-2013 против сборной США. Всего на турнире Чаплина приняла участие во всех 9 матчах, проведённых сборной России, и в 8 из них выходила в стартовом составе. В этом же году в июне—июле Чаплина стала серебряным призёром турнира «Монтрё Волей Мастерс», в третий раз (до этого — в 2009 и 2012 годах) выиграла Кубок Бориса Ельцина, завоевала золотую медаль на Всемирной Универсиаде в Казани.
8 августа 2013 года накануне старта этапа Гран-при в Екатеринбурге Виктория Чаплина приняла участие в закладке аллеи волейбола в парке усадьбы Расторгуевых — Харитоновых.
В сентябре стала чемпионкой Европы в составе сборной России на проходившем в Германии и Швейцарии континентальном перевенстве.
В 2014—2015 — игрок команды «Динамо-Казань». В её составе — чемпионка России 2015. В 2015—2016 выступала санкт-петербургскую «Ленинградку», в 2016—2017 — за краснодарское «Динамо». В 2017 заключила контракт с красноярским «Енисеем». В 2018 вернулась в Краснодар. В 2019 заключила контракт с московским «Динамо».

### Клубная карьера
- 2005—2014 — «Уралочка-НТМК» (Свердловская область);
- 2014—2015 — «Динамо-Казань» (Казань);
- 2015—2016 — «Ленинградка» (Санкт-Петербург);
- 2016—2017 — «Динамо» (Краснодар);
- 2017—2018 — «Енисей» (Красноярск);
- 2018—2019 — «Динамо» (Краснодар);
- 2019—2020 — «Динамо» (Москва);
- 2020—2022 — «Ленинградка» (Санкт-Петербург).

## Достижения

### Со сборными
- Чемпионка Европы 2013 года;
- Участница Мирового Гран-при 2013;
- Трёхкратный победитель Кубка Ельцина (2009, 2012, 2013);
- Чемпионка (2013) и бронзовый призёр (2011) Всемирных Универсиад в составе студенческой сборной России;
- Серебряный призёр чемпионатов Европы и мира 2005 года среди девушек в составе юниорской сборной России.

### С клубами
- Чемпионка России 2015;
  - Двукратный бронзовый призёр чемпионатов России — 2008, 2009;
- двукратный серебряный призёр розыгрышей Кубка России — 2017, 2019;
- Двукратная финалистка Кубка Европейской конфедерации волейбола — 2009, 2014.

## Награды
- Почётная грамота Президента Российской Федерации (19 июля 2013 года) — за высокие спортивные достижения на XXVII Всемирной летней универсиаде 2013 года в городе Казани[5]